# Парк природе Бегечка јама
Парк природе Бегечка јама налази се на територији Војводине у оквиру града Новог Сада. Захвата површину од 489 хектара. Под заштитом је државе као значајно природно добро II категорије Док је по МУЗП класификацији у V категорији као заштићен копнени/морски предео.

## Географске одлике
Парк природе се налази у јужном делу Бачке, на левој обали Дунава у новосадском насељу Бегеч. Предео је обрастао речним шумама, трском и барско-мочварним растињем. Клима је умерно-континентална, лета су дуга и топла, а зиме хладне и оштре. Бегечка јама представља рукавац Дунава који је због своје специфичности, очуваног екосистема и биодиверзитета, заштићен законом. У састав парка природе улазе флувијално језеро, Шашићева ада, речне греде и мртваје.

## Биљни и животињски свет
Осим бројник тршћака, око језера површине око 40 хектара, уздижу се шуме беле (Populus alba) и црне тополе (Populus nigra), као и црног дуда и бадемолисне и беле врбе, а у води дрезга и мресњак (Potamogeton natans L.). Забележено је 125 таксона виших биљака, као што је бели локвањ, локвањић, водени орашак, водена папрат и други. Бегечка јама је риболовачки крај. Ово подручје је значајно станиште и мрестилиште 14 врста риба попут сома, амура, шарана, штуке, смуђа и других, а током целе године је отворен за посетиоце. У водама Бегечке јаме мрести се чиков. Такође се овде размножава 11 врста водоземаца и 6 врста гмизаваца. Предео парка насељава чак 150 врста птица, међу којима је најзначајни црвенокљуни лабуд, симбол Бегеча, као и велика бела чапља, сива чапља, велики корморан и многе друге. У мочварном тлу живе зелене крастаче и гаталинке

## Мере заштите
На простору Парк природе Бегечка јама у склопу очувања природних вредности, као вид мера заштите примењује се — измуљавање, ограничено коришћење пестицида, забрана сечења трске, културно понашање и сакупљање отпада, као и заштита од деградације и ревитализација екосистема. У заштићеном простору омогућен је научно-истраживачки рад, туризам и рекреација, едукација, презентација, уређење обала и стаза, као и мониторинг врста.